# Robe (strefa Bale)
Robe – miasto w Etiopii, w regionie Oromia (strefa Bale). Według danych szacunkowych na rok 2015 liczy 65 300 mieszkańców.